# الشاهد القائم الروني

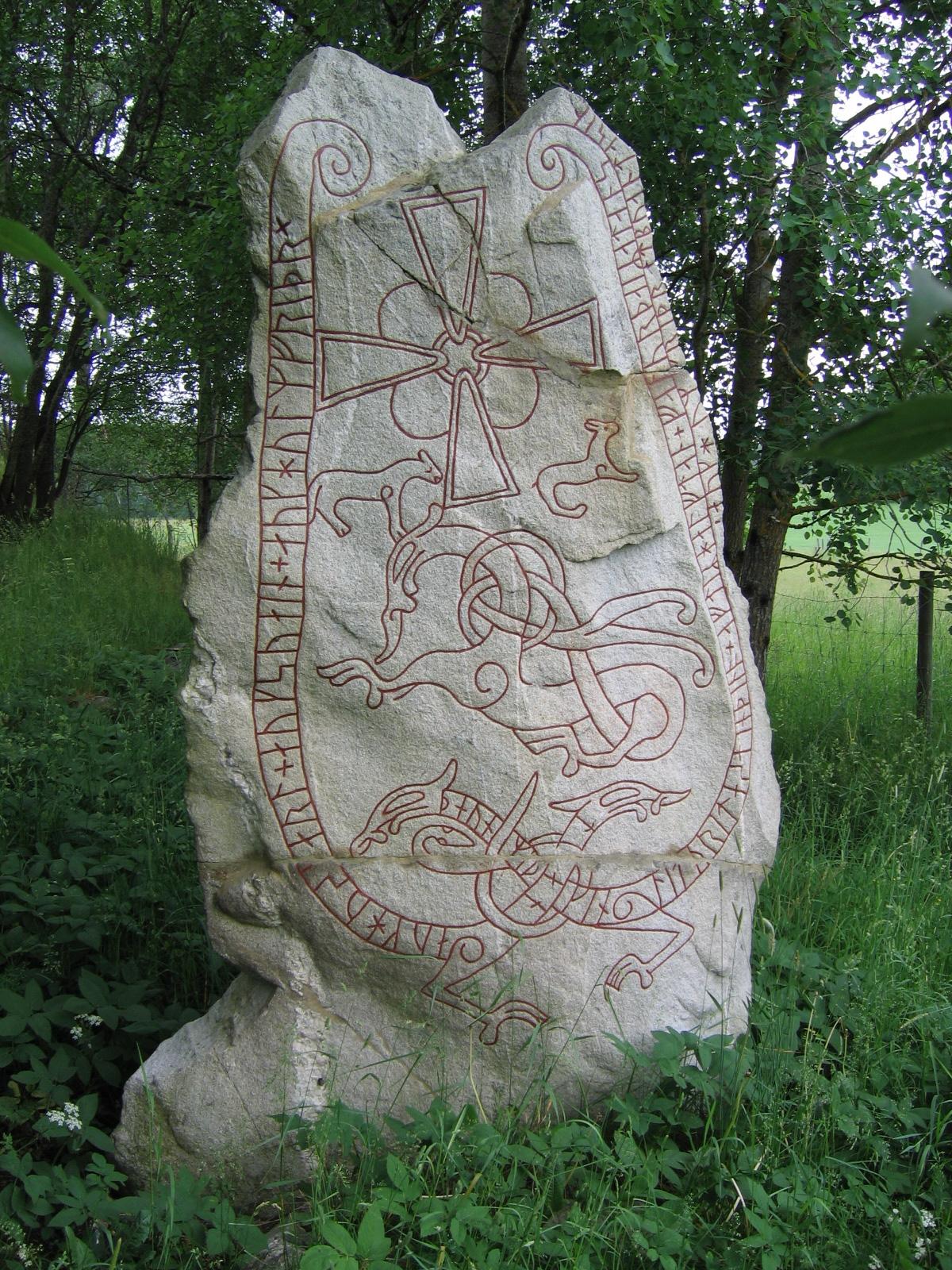
الشاهد القائم الروني "لينسبيرغ" في السويد المعروف باليو 240

الشاهد القائم الروني هو نوع من الشواهد القائمة منصوب رأسيًا، سمى بهذا الاسم لوجود كتابة بالرونية عليه، لكن في ذات الوقت يمكن العثور على الكتابات عينها في الصخور الكبيرة وطبقات الصخور. وجدت هذه العادة منذ القرن الرابع إلى القرن الثاني عشر، مع انتماء هذه الشواهد لحقبة الفايكنج.